# Rossella dubia
Rossella dubia är en svampdjursart som först beskrevs av Schulze 1886.  Rossella dubia ingår i släktet Rossella och familjen Rossellidae. Inga underarter finns listade i Catalogue of Life.